# Kakani
Kakani est un comité de développement villageois du Népal situé dans le district de Nuwakot. Au recensement de 2011, il comptait 7 320 habitants.